# Komisariat Straży Granicznej „Kamień Pomorski”
Komisariat Straży Granicznej „Kamień” – jednostka organizacyjna Straży Granicznej pełniąca służbę ochronną na granicy polsko-niemieckiej w latach 1928–1939.

## Formowanie i zmiany organizacyjne
W drugiej połowie 1927 przystąpiono do gruntownej reorganizacji Straży Celnej. W praktyce skutkowało to rozwiązaniem tej formacji granicznej.
Rozporządzeniem Prezydenta Rzeczypospolitej Polskiej Ignacego Mościckiego z 22 marca 1928 roku, do ochrony północnej, zachodniej i południowej granicy państwa, a w szczególności do ich ochrony celnej, powoływano z dniem 2 kwietnia 1928 roku Straż Graniczną. Rozkazem nr 2 z 19 kwietnia 1928 roku w sprawie organizacji Pomorskiego Inspektoratu Okręgowego dowódca Straży Granicznej gen. bryg. Stefan Pasławski przydzielił komisariat „Kamień” do Inspektoratu Granicznego nr 7 „Chojnice” i określił jego strukturę organizacyjną. Rozkazem nr 12 z 10 stycznia 1930 roku w sprawie reorganizacji Pomorskiego Inspektoratu Okręgowego komendant Straży Granicznej płk Jan Jur-Gorzechowski potwierdził organizację komisariatu. Rozkazem nr 3/31 zastępcy komendanta Straży Granicznej płk Emila Czaplińskiego z 5 sierpnia 1931 roku zniesiono placówkę II linii Ogorzeliny, a w miejsce jej utworzono posterunek SG podlegający placówce II Linii Chojnice. Rozkazem nr 3 z 29 listopada 1933 roku w sprawach organizacyjnych, komendant Straży Granicznej płk Jan Jur-Gorzechowski wyłączył placówki I linii „Lutówko” z komisariatu „Sypniewo” i przydzielił do komisariatu „Kamień”. Rozkazem nr 1 z 27 marca 1936 roku w sprawach [...] zmian w niektórych inspektoratach okręgowych, komendant Straży Granicznej płk Jan Jur-Gorzechowski przeniósł placówkę I linii „Kamionka” do Doręgowic.
We wrześniu 1939 pluton wzmocnienia Komisariatu wszedł w podporzadkowanie dowódcy 9 Dywizja Piechoty płk. dypl. Józefa Werobeja i walczył na przedpolu  ugrupowania obronnego 9 DP w bitwie o Pomorze.

## Służba graniczna
Kierownik Pomorskiego Inspektoratu Okręgowego Straży Granicznej mjr Józef Zończyk w rozkazie organizacyjnym nr 2 z 8 czerwca 1928 roku udokładnił linie rozgraniczenia komisariatu. Granica północna: kamień graniczny nr D 144; granica południowa: kamień graniczny nr D 238.
Sąsiednie komisariaty
- komisariat Straży Granicznej „Chojnice” ⇔ komisariat Straży Granicznej „Sypniewo” – 1928

## Działania bojowe w 1939
Komisariatowi Straży Granicznej „Kamień Pomorski” w 1939 roku podporządkowano dwa plutony wzmocnienia, czyli około 120 żołnierzy. Prawie wszyscy strażnicy zostali wyposażeni w rowery. Kompania SG „Kamień Pomorski” zabezpieczała skrzydła 18 pułku ułanów i 9 Dywizji Piechoty. W wyniku uderzenia oddziałów niemieckiej 2 Dywizji Piechoty Zmotoryzowanej kompania wycofała się w kierunku Tucholi. By skonsolidować kompanię, jej dowódca kpt. Krafft zarządził defiladę na rynku w Tucholi. Kompania cofała się nadal. W bitwie nad Bzurą współdziałała z kawalerią dywizyjną 16 Dywizji Piechoty dowodzoną przez mjr. Stefana Mosińskiego. W końcowej fazie bitwy podlegała płk. dypl. Świtalskiemu. Po rozbiciu zgrupowania kompania przekroczyła Bzurę i przez Puszczę Kampinoską przebiła się do Warszawy. Tam weszła w skład 360 pułku piechoty. W obronie Warszawy kompania walczyła aż do dnia kapitulacji.

## Funkcjonariusze komisariatu
| Kierownicy/komendanci komisariatu | Kierownicy/komendanci komisariatu | Kierownicy/komendanci komisariatu | Kierownicy/komendanci komisariatu |
| stopień                           | imię i nazwisko                   | okres pełnienia służby            | kolejne stanowisko                |
| --------------------------------- | --------------------------------- | --------------------------------- | --------------------------------- |
|                                   |                                   |                                   |                                   |
|                                   |                                   |                                   |                                   |
| Zastępcy komendanta komisariatu   |                                   |                                   |                                   |
| starszy strażnik                  | Stanisław Taraszkiewicz           | 1 V 1939 –                        |                                   |

## Struktura organizacyjna
Organizacja komisariatu w kwietniu 1928 i w styczniu 1930:
- komenda – Kamień
- placówka Straży Granicznej I linii „Kamionka” → w 1936 przeniesiona do Doręgowic
- placówka Straży Granicznej I linii „Niwy”
- placówka Straży Granicznej I linii „Witkowo”
- placówka Straży Granicznej II linii „Kamień Pomorski”
- placówka Straży Granicznej II linii „Ogorzeliny”

Organizacja komisariatu w 1933
- placówka Straży Granicznej II linii Kamień (Pomorski)
- placówka Straży Granicznej I linii Doręgowice?
- placówka Straży Granicznej I linii Niwy
- placówka Straży Granicznej I linii Witkowo
  - W 1933 roku rozszerzono komisariat Kamień o placówkę Lutówko.

Organizacja komisariatu w 1936
- placówka Straży Granicznej II linii Kamień (Pomorski)
- placówka Straży Granicznej II linii Sępólno
- placówka Straży Granicznej I linii Doręgowice
- placówka Straży Granicznej I linii Niwy
- placówka Straży Granicznej I linii Witkowo
- placówka Straży Granicznej I linii Lutówko

Organizacja komisariatu w 1937
- placówka Straży Granicznej II linii Kamień (Pomorski)
- placówka Straży Granicznej II linii Sępólno
- placówka Straży Granicznej I linii Doręgowice
- placówka Straży Granicznej I linii Niwy
- placówka Straży Granicznej I linii Witkowo
- placówka Straży Granicznej I linii Lutówko